# Fuente de Génova
La fuente de Génova o fuente de Carlos V se encuentra en la ciudad andaluza de Málaga, España. Fue construida en mármol en el siglo XVI y llevada a Málaga en el siglo XVII. Es una pieza de estilo renacentista italiano y se piensa que procede de la ciudad italiana de Génova, aunque no hay documentos que corroboren su origen; pero sí de que costó 1000 ducados al Ayuntamiento de Málaga.
Tras haber permanecido junto al estanque en el Parque de Málaga, fue trasladada a la Plaza de la Constitución (emplazamiento original de la misma) tras su rehabilitación en 2002, sustituyendo a la Fuente de las Tres Gitanillas que era de mayor tamaño y que fue reubicada en la Avenida de Andalucía.
En septiembre de 2016, se procedió a restaurarla durante dos meses tras un acto vandálico y se aprovechó para recuperar su color blanco original.

## Descripción e Historia
La Fuente del Estanque de los Cisnes, aún conserva el grupo inferior y el superior con su taza, que son obras de autor anónimo realizadas en el siglo XVI.
Está realizada en mármol, encontrándose formada por un gran estanque dodecagonal, fechado en 1791, obra de Miguel del Castillo y Nieva, que se instaló en 1792 frente a la residencia del entonces gobernador malagueño 
e ilustrado Luis de Unzaga y Amézaga, en la Alameda Principal de Málaga, residencia que también tiene fachada hacia la calle Puerta del Mar.
Está decorado con motivos estriados y paños colgantes, de los que penden rosas de cuatro pétalos, en cuyo centro está el vástago dividido en varios cuerpos. El cuerpo inferior, pertenece al siglo XVI, el cual muestra tres figuras de sirenas, cuyas colas bífidas se enlazan unas con otras con alas de murciélago y unidas sus manos por coronas de flores, y el siguiente cuerpo compuesto por tres figuras femeninas semidesnudas con delfines, el nexo de unión entre las figuras se realiza mediante guirnaldas de flores. La columna se decora con motivos de cabezas de medusas.
A esta primera taza que se añadió en 1637, obra del escultor José Micael y Alfaro, así como el cuerpo escultórico que descansa sobre ella, se adosa otra taza, de la cual salen ocho caños, interceptados por mascarones que escupen el agua y de ella arranca un pedestal con tres figuras, también entrelazadas, una de las cuales representa a Neptuno, con tridente apoyado sobre un delfín. A la izquierda de esta figura se encuentra el escudo de la ciudad portado por un animal con cabeza de león y garras de ave de presa. A la derecha se dispone un mancebo de pelo corto y rizado con las piernas abiertas que apoya sobre delfines. A la derecha del joven muchacho se encuentra un águila bicéfala con escudo imperial y corona, sobre la cual posa su mano derecha la tercera figura en violento contraposto, que apoya sobre delfín y con pelo largo, que representa a Anfítrite. A la izquierda del escudo una pieza oval contenía una inscripción, hoy desaparecida, que decía: «Acabó la ciudad esta obra siendo su gobernador de las armas don Martín Arrese Giró, Marqués de Casares y Diputados los Señores Capitanes Francisco de Luba Ranega y Don Ábaro Barbad Coronado y Zapata, Regidores perpetuos, 1647». Sobre el cuerpo anterior la taza aparece labrada con forma de ondas de agua y en bajorrelieves algunos escudos, como el de España, Málaga, y uno muy perdido. Otra pequeña taza, muy desgastada apoya un grupo de tres niños con delfines en los hombros, uno de ellos aislado y los otros dos entrelazados con racimos de uvas, cuya factura corresponde al siglo XVI, rematándose todo el conjunto con un águila que sustituye al original. Actualmente la fuente se encuentra situada sobre un doble zócalo de mármol.

## Situación
La Fuente de Génova se encuentra actualmente en el lugar y la posición donde originalmente fue instalada; esto es, en la Plaza de la Constitución del Centro Histórico de Málaga pero no centrada, sino desplazada hacia un lateral de la plaza cercano a la salida hacia Calle Especería. Este hecho se debió a la necesidad de facilitar la celebración de espectáculos públicos (facilitando la instalación de la tribuna oficial de la Semana Santa de Málaga, las carpas en la Feria de Málaga, escenarios del Carnaval de Málaga y otros actos que se realizan a lo largo del año en esta plaza que cumple la función de plaza mayor de la ciudad).